# Liste von Revolvern gemäß den Kennblättern fremden Geräts D 50/1

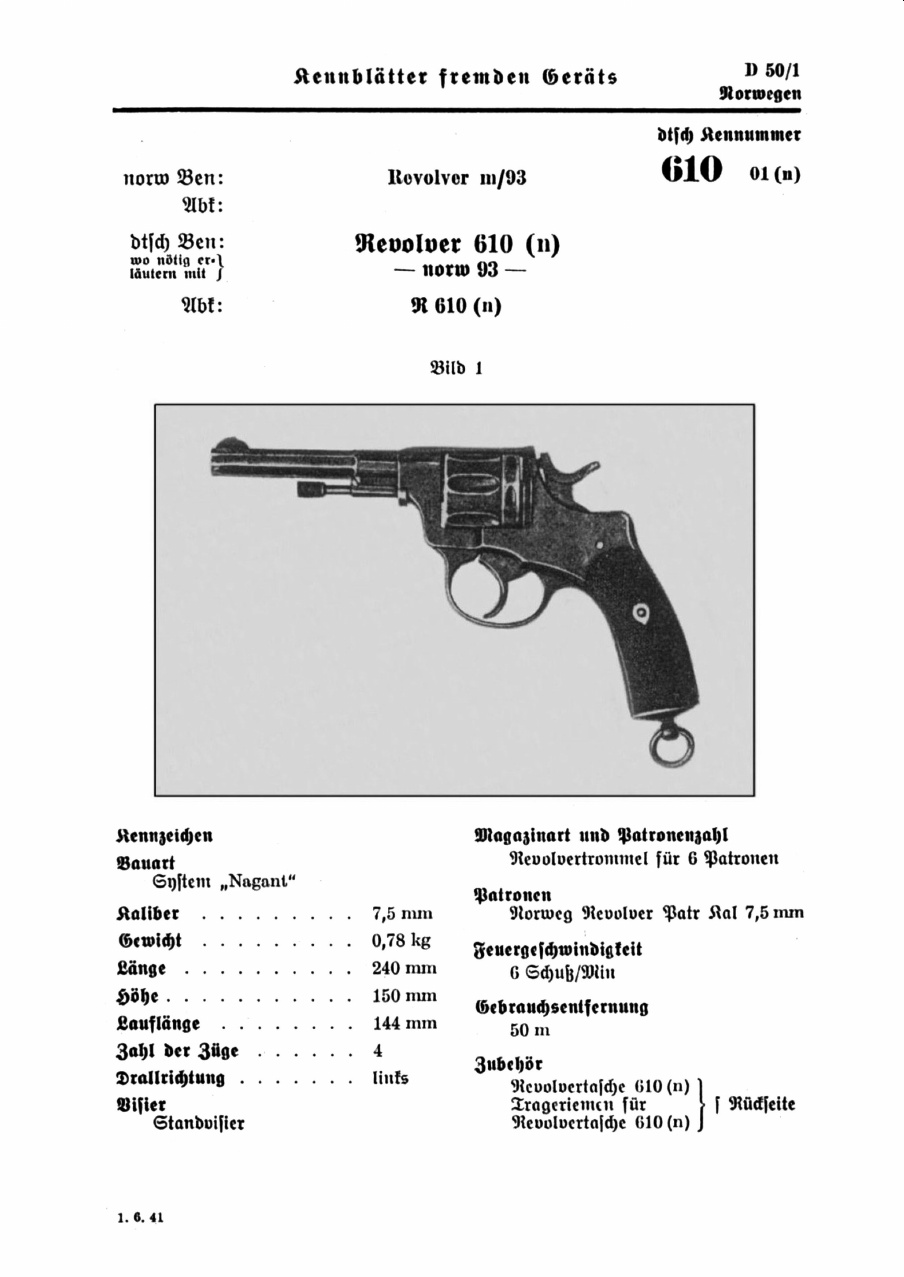
Kennblattbeispiel zu
D 50/1 Nr 610 01 (n)

In dieser Liste von Revolvern gemäß den Kennblättern fremden Geräts D 50/1 werden Fremdgeräte vom Typ Revolver aufgeführt, die vom Heereswaffenamt verzeichnet wurden.
Nachfolgend ein Überblick/Auszug zur offiziellen Dokumentation Kennblätter fremden Geräts D50/1: Handwaffen.

## Hinweise zur Liste
Aufbau der Tabelle
Untenstehende Tabelle führt folgenden Spalteninhalte:
- dtsch. Kennnr. (deutsche Kenn-Nummer), dies entspricht dem Originalindex in den Kopfzeilen der Kennblätter mit Kennnummer, Stoffgebietenummer und Beutezeichen.
- Abk. dtsch. Ben. (Abkürzung deutsche Benennung), Originalbezeichnung entnommen aus der fünften Zeile der Kennblätter.
- Landesbez. nach HWA (Heereswaffenamt), Originalangaben entnommen aus der ersten Zeile der Kennblätter.
- (Wikipedia-Artikel) Link zum Wikipedia-Artikel in runden Klammern in der zweiten Zeile unter Landesbez. nach HWA.
- Bild, eine Bildauswahl aus Wikipedia für dieses Objekt.
- Kal. mm (Kaliber), entnommen aus den technischen Angaben der Kennblätter.
- Bemerkungen, Originalangaben entnommen aus den erweiterten Angaben der Kennblätter.

 Info: Die in der Tabelle angegebenen Originaleinträge sollen nicht geändert werden, weil diese den Angaben aus den Kennblättern entsprechen. Nach neuerem Forschungsstand sind teilweise Errata in den Kennblättern erkannt worden. Diese werden unten im Abschnitt Anmerkungen jeweils zur Kenn-Nummer erläutert. Die Wikilinks in den runden Klammern sollten das Lemma der entsprechenden Artikel in Wikipedia enthalten.
| dtsch. Kennnr. | Abk. dtsch. Ben. | Landesbez.nach HWA (Wikipedia-Artikel)                                 | Bild           | Kal. mm | Bemerkungen                                                                                            |
| -------------- | ---------------- | ---------------------------------------------------------------------- | -------------- | ------- | --- |
| 610 01 (n)     | R. 610 (n)       | Revolver m/93 (Revolver Nagant M1893)                                  |                | 7,5     | |
| 610 01 (n) 21  | R. 610 (n)       | Revolver m/93 (Revolver Nagant M1893)                                  | Revolvertasche | 7,5     | |
| 610 01 (n) 22  | R. 610 (n)       | Revolver m/93 (Revolver Nagant M1893)                                  | Trageriemen    | 7,5     | |
| 612/1 01 (g)   | R. 612/1 (g)     | in D 50/1 keine Angabe (Revolver Nagant M1895)                         |                | 7,62    | mit Spannabzug („Double Action“) für Offiziere                                                         |
| 612/1 01 (g) 2 | R. 612/1 (g)     | in D 50/1 keine Angabe (Revolver Nagant M1895)                         | Tasche         | 7,62    | |
| 612/1 01 (p)   | R. 612/1 (p)     | Revolwer "Nagan" (Revolver Nagant wz. 32)                              |                | 7,62    | mit Spannabzug für Offiziere                                                                           |
| 612/1 01 (p) 2 | R. 612/1 (p)     | Revolwer "Nagan" (Revolver Nagant wz. 32)                              | Tasche         | 7,62    | |
| 612/1 01 (r)   | R. 612/1 (r)     | Revoljver obr "Nagan" 1895 (Revolver Nagant M1895)                     |                | 7,62    | mit Spannabzug für Offiziere                                                                           |
| 612/1 01 (r) 2 | R. 612/1 (r)     | Revoljver obr "Nagan" 1895 (Revolver Nagant M1895)                     | Tasche         | 7,62    | |
| 612/2 01 (g)   | R. 612/2 (g)     | in D 50/1 keine Angabe (Revolver Nagant M1895)                         |                | 7,62    | mit Hahnabzug von Hand („Single Action“) für Mannschaften                                              |
| 612/2 01 (g) 2 | R. 612/2 (g)     | in D 50/1 keine Angabe (Revolver Nagant M1895)                         | Tasche         | 7,62    | |
| 612/2 01 (p)   | R. 612/2 (p)     | Revolwer "Nagan" (Revolver Nagant M1895)                               |                | 7,62    | mit Hahnabzug von Hand für Mannschaften                                                                |
| 612/2 01 (p) 2 | R. 612/2 (p)     | Revolwer "Nagan" (Revolver Nagant M1895)                               | Tasche         | 7,62    | |
| 612/2 01 (r)   | R. 612/2 (r)     | Revoljver obr "Nagan" 1895 (Revolver Nagant M1895)                     |                | 7,62    | mit Hahnabzug von Hand für Mannschaften                                                                |
| 612/2 01 (r) 2 | R. 612/2 (r)     | Revoljver obr "Nagan" 1895 (Revolver Nagant M1895)                     | Tasche         | 7,62    | |
| 613 01 (g)     | R. 613 (g)       | in D 50/1 keine Angabe (New Model American Nagant 1912)                |                | 7,62    | |
| 634 01 (f)     | R. 634 (f)       | Revolver (Smith & Wesson Model 10)                                     |                | 8       | spanischer Lizenzbau links am Lauf: * „La industrial Orbea“ * „Eibar“ Kal. 8mm franz. Rev.-Patr. M1892 |
| 635 01 (f)     | R. 635 (f)       | Revolver (Smith & Wesson Model 10)                                     |                | 8       | |
| 636 01 (f)     | R. 636 (f)       | Revolver (Colt New Service Model 1909)                                 |                | 8       | |
| 637 01 (f)     | R. 637 (f)       | Revolver 1892 (MAS M1892)                                              |                | 8       | |
| 643 01 (h)     | R. 643 (h)       | Revolver M .1912 (Revolver M1912)                                      |                | 9,1     | |
| 643 01 (h) 21  | R. 643 (h)       | Revolver M .1912 (Revolver M1912)                                      | Revolvertasche | 9,1     | |
| 646 01 (e)     | R. 646 (e)       | Revolver, No. 2, Mk I (Webley-Revolver)                                |                | 11,6    | |
| 646 01 (e) 21  | R. 646 (e)       | Revolver, No. 2, Mk I (Webley-Revolver)                                | Revolvertasche | 11,6    | |
| 648 01 (g)     | R. 648 (g)       | in D 50/1 keine Angabe (Colt Official Police)                          |                | 9,1     | |
| 649 01 (g)     | R. 649 (g)       | in D 50/1 keine Angabe (Smith & Wesson)                                |                | 9,1     | |
| 654 01 (f)     | R. 654 (f)       | Revolver 1873 et 1874 (Revolver 1873 et 1874)                          |                | 11      | Modellbezeichnung auf Laufschiene                                                                      |
| 655 01 (e)     | R. 655 (e)       | Revolver, No. 2, Mk IV (Webley-Revolver)                               |                | 11      | |
| 661 01 (a)     | R. 661 (a)       | Colts doubleaction Revolver, cal .45″ model of 1917 (Revolver M1917)   |                | 11,5    | |
| 662 01 (a)     | R. 662 (a)       | Smith and Wesson doubleaction Revolver, model of 1917 (Revolver M1917) |                | 11,5    | |
| 665 01 (e)     | R. 665 (e)       | Revolver, No. 1, Mk VI (Webley-Revolver)                               |                | 11,5    | |
| 680 01 (i)     | R. 680 (i)       | M 89 (Bodeo Mod. 1889)                                                 |                | 11,5    | |